# Bombylius argentifacies
Bombylius argentifacies är en tvåvingeart som beskrevs av Austen 1937. Bombylius argentifacies ingår i släktet Bombylius och familjen svävflugor. Inga underarter finns listade i Catalogue of Life.